# Dorgeles Nene
Dorgeles Nene (* 23. prosince 2002) je malijský fotbalista, který hraje jako ofenzivní záložník za rakouský klub Red Bull Salzburg a malijskou reprezentaci.

## Reprezentační kariéra
Dorgeles se narodil v Kayes v Mali rodičům z Pobřeží slonoviny. Za malijskou reprezentaci debutoval v zápase kvalifikace na Mistrovství světa 2022 s Tuniskem dne 25. března 2022.

## Osobní život
Dorgeles je starší bratr Levyho Neneho, který hraje fotbal za FC Nordsjælland.